# Leptocolpia
Leptocolpia là một chi bướm đêm thuộc họ Geometridae.